# Parallel (EP)
Parallel es el quinto EP del grupo femenino de Corea del Sur GFriend. Fue lanzado por Source Music el 1 de agosto de 2017 y distribuido por LOEN Entertainment. El álbum contiene ocho canciones, incluido el sencillo principal «Love Whisper» y dos pistas instrumentales.
El 13 de septiembre de 2017 fue lanzada una reedición del miniálbum bajo el título de Rainbow, que incluyó dos nuevas canciones, además de una nueva versión instrumental.

## Antecedentes y lanzamiento
En junio de 2017, se anunció que el grupo regresaría a fines de julio con un nuevo trabajo musical de verano. El 19 de julio, el grupo anunció a través de sus redes sociales que su regreso estaría programado para el 1 de agosto. El 21 de julio se reveló que el miniálbum constaría de 8 pistas, incluida la canción principal «Love Whisper». Al día siguiente se lanzaron avances grupales e individuales, comenzando con Yerin y terminando con Eunha, además de publicar una vista previa del vídeo musical el 26 de julio.
El título del álbum, Parallel, se refiere al sentimiento de anhelo por un amor que no se puede alcanzar, junto con la fuerte fe de volver a conseguirlo. El álbum consta de dos versiones, "Love" y "Whisper", que según la agencia del grupo, el concepto pretendía tener un aspecto más femenino.

## Composición y letras
El álbum explora diferentes géneros, desde la música dance, retro e incluso disco. «Love Whisper» está compuesta por Iggy y YoungBae, quienes han trabajado con el grupo en sus álbumes anteriores. Se describe como una canción de baile que expresa confianza en el ser amado y un corazón lleno de amor. «Ave María» es una canción de baile con toques de guitarra rítmica y suaves líneas de bajo, que habla de la fe para poder encontrar un día al ser amado y la triste esperanza del amor eterno, y fue producida y compuesta por Megatone y Ferdy. «One-Half» es una canción que retrata a la persona que te ama por la mitad, con un arreglo de instrumentos de viento metal y un sentido de nostalgia de los años 90. La canción fue compuesta y producida por Iggy y YoungBae. «Life is a Party» tiene un estilo dance pop retro con líneas de bajo y sintetizadores que fue compuesta por Mafly y Ponde. «Red Umbrella» está inspirada en el género musical japonés Shibuya-kei, que presenta una guitarra rítmica con sonidos de cuerdas. La canción cuenta una historia basada en encontrar un paraguas rojo, recordar recuerdos jóvenes durante un fatídico encuentro en un día lluvioso y desear algún día poder volver a encontrarse. «Falling Asleep Again» es una balada de R&B compuesta por Mafly con una melodía de piano sentimental que armoniza con ritmos pulidos. La canción habla de los buddys, nombre que reciben los fanes del grupo.

## Promoción
GFriend realizó un evento de lanzamiento para promocionar el álbum en el Auditorio de la Universidad Yonsei en Seodaemun-gu, Seúl, que fue transmitido por V Live. Las 1,700 entradas disponibles se agotaron en menos de 30 segundos. El grupo comenzó las promociones del álbum en el programa musical Show Champion, donde interpretaron «Love Whisper» y «One-Half». El grupo recibió cuatro premios durante la promoción en programas musicales.

## Recepción

### Recibimiento comercial
Después del anuncio del pedido anticipado del álbum, el grupo ocupó el primer lugar en las principales búsquedas y clasificaciones de álbumes en Corea del Sur. El día del lanzamiento, la canción principal ocupó la posición número 1 en las listas de música de Corea del Sur Naver, Genie, Soribada, Olleh y Bugs. El vídeo musical acumuló más de 7 millones de visitas en sus primeras 24 horas de lanzamiento.
«Love Whisper» debutó en el número 2 en la principal lista de música coreana, Gaon Digital Chart, y vendió 158.000 copias en su primera semana en territorio surcoreano, además de ubicar el álbum en el número 3 de la lista Gaon Album Chart. Parallel alcanzó el puesto número 10 en Billboard World Albums y el número 105 en Oricon en Japón, vendiendo más de mil copias en dicho país.
Además del sencillo principal, «One-Half» debutó en el puesto 52 y «Ave Maria» debutó en el puesto 72 en Gaon Digital Chart, las cuales vendieron más de 30,000 copias. Aunque las otras pistas no aparecieron en la lista, todas lograron vender más de 15,000 copias en Corea del Sur, excepto «Love Whisper (instrumental)».

## Reedición:Rainbow
El 30 de agosto de 2017, el grupo, a través de sus redes sociales, anunció que relanzarían el álbum el 13 de septiembre bajo el título de Rainbow, teniendo como tema principal la nueva canción «Summer Rain». Esta versión incluyó además la canción homónima «Rainbow».
La reedición debutó en el número 2 en la lista de Gaon Album Chart del 10 al 16 de septiembre de 2017, mientras que las dos nuevas canciones del EP ingresaron al Gaon Digital Chart del 10 al 16 de septiembre de 2017, con «Summer Rain» alcanzando la posición 11 y «Rainbow» la posición número 86.

## Lista de canciones
| Parallel - CD / Descarga digital |                                 |                 |                               |                          |          |  |
| N.º                              | Título                          | Letras          | Música                        | Arreglos                 | Duración |  |
| 1.                               | «Intro (Belief)»                |                 | Iggy, Seo                     | Iggy, Seo                | 1:12     |  |
| 2.                               | «Love Whisper (귀를 기울이면)»  | Iggy, Youngbae  | Iggy, Youngbae                | Iggy, Youngbae           | 3:32     |  |
| 3.                               | «Ave Maria (두 손을 모아)»      | Megatone, Ferdy | Megatone, Ferdy               | Megatone, Ferdy          | 3:17     |  |
| 4.                               | «One-Half (이분의 일 1/2)»      | Iggy, Youngbae  | Iggy, Youngbae                | Iggy, Youngbae           | 3:34     |  |
| 5.                               | «Life Is a Party»               | Mafly, Ponde    | Hyuk Shin, RE:ONE, Davey Nate | RE:ONE                   | 2:59     |  |
| 6.                               | «Red Umbrella (빨간 우산)»      | Heuktae         | Heuktae, Jang Jungseok        | Jang Jungseok            | 3:26     |  |
| 7.                               | «Falling Asleep Again (그루잠)» | Mafly           | Noh Joohwan, Lee Wonjong      | Noh Joohwan, Lee Wonjong | 3:43     |  |
| 8.                               | «Love Whisper» (Instrumental)   |                 | Iggy, Youngbae                | Iggy, Youngbae           | 3:32     |  |
| 25:18                            |                                 |                 |                               |                          |          |  |

## Reconocimientos

### Premios y nominaciones
| Año  | Evento        | Premio        | Resultado | Ref.   |
| ---- | ------------- | ------------- | --------- | ------ |
| 2018 | Soompi Awards | Álbum del año | Nominado  | [ 22 ] |

## Posicionamiento en listas
| Lista (2017)                            | Mejor posición |
| --------------------------------------- | -------------- |
| Corea del Sur (Gaon Album Chart)        | 3              |
| Estados Unidos (Billboard World Albums) | 10             |
| Japón (Oricon)                          | 105            |
| Taiwán (Five Music)                     | 1              |

## Historial de lanzamiento
| País          | Fecha               | Formato                         | Sello                                        |
| ------------- | ------------------- | ------------------------------- | -------------------------------------------- |
| Corea del Sur | 1 de agosto de 2017 | CD, descarga digital, streaming | Source Music, LOEN Entertainment, Sony Music |